# Cynomys parvidens
El perrito de la pradera de Utah (Cynomys parvidens) es una especie de roedor esciuromorfo de la familia Sciuridae nativa del centro de Estados Unidos, específicamente de Utah. Es el más pequeño de los perritos de la pradera. 

## Historia natural
Como todos los perritos de la pradera, el perrito de la pradera de Utah se alimenta de toda vegetación que encuentre, esto  incluye pasto, flores y semillas. Estos roedores construyen túneles bajo tierra, haciendo especies de "pueblos". Otras especies hacen uso de sus madrigueras, esto incluye búhos, serpientes y otros roedores.

## Estado de conservación
Aparece en la Lista roja como una especie de riesgo bajo. Según el servicio estadounidense de vida salvaje y marina aparece como una especie amenazada . En el pasado fue clasificada como especie en peligro de extinción. 
En 1972, unos estudios determinaron una población de 3.300 ejemplares en 37 colonias. Los estudios hechos por el Departamento de Vida Silvestre de Utah en primavera de 2004 reportaron 4.022 perritos de la pradera de Utah, se cree que eso es solo la mitad de la población actual.